# Love Letter (R. Kelly)
Love Letter è un album discografico in studio del cantante statunitense R. Kelly, pubblicato nel 2010.

## Tracce
1. Love Letter (Prelude) – 0:49
2. Love Letter – 4:49
3. Number One Hit – 4:24
4. Not Feelin’ the Love – 3:34
5. Lost in Your Love – 4:34
6. Just Can’t Get Enough – 3:10
7. Taxi Cab – 4:00
8. Radio Message – 3:50
9. When a Woman Loves – 5:10
10. Love Is (featuring K. Michelle) – 3:24
11. Just Like That – 3:19
12. Music Must Be a Lady – 4:35
13. A Love Letter Christmas – 5:44
14. How Do I Tell Her? – 4:20
15. You Are Not Alone (ghost track) – 4:29